# Augustana College
Das Augustana College ist ein College der Sieben freien Künste in Rock Island in Illinois. Das College grenzt an den Mississippi River.

## Geschichte
Schwedische Migranten gründeten 1860 das Augustana College und das Theological Seminary im Norden von Chicago. Anfangs wurden dort Führungskräfte für die neuen schwedischen Kirchen und Jugendliche dieser Gemeinschaften ausgebildet. Weil der Sezessionskrieg sowohl die Zahl der Fakultäten als auch die Zahl der Studenten verkleinert hatte, zogen sowohl das College als auch das Seminary 1863 nach Paxton in Illinois. 1875 zogen beide Institutionen nach Rock Island in Illinois. Das Theological Seminary trennte sich 1948 vom Augustana College und kehrte 1967 nach Chicago zurück.

## Zahlen zu den Studierenden
Von den 2.389 Studierenden im Herbst 2020 strebten 2.377 (99,5 %) ihren ersten Studienabschluss an, sie waren also undergraduates. Von diesen waren 55 % weiblich und 45 % männlich. Alle Studenten lernten in Vollzeit.

## Persönlichkeiten

### Absolventen (Auswahl)
- Thorsten Sellin (1894–1994), 1915 – Soziologe und Kriminologe
- Troy L. Péwé (1918–1999), Geologe und Glaziologe
- Don Sundquist (1936–2023), 1957 – Abgeordneter im US-Repräsentantenhaus und Gouverneur des Bundesstaates Tennessee
- Daniel Chee Tsui (* 1939), 1961 – Nobelpreisträger in Physik[6]
- Ken Anderson (* 1949), 1970 – NFL Quarterback[7]
- Lane Evans (1951–2014), 1974 – Abgeordneter im US-Repräsentantenhaus
- Brenda Barnes (1953–2017), 1975 – CEO bei Sara Lee und PepsiCo
- Craig Blomberg (* 1955), 1977 – Theologe

### Lehrkräfte (Auswahl)
- Stanley Hauerwas (* 1940), Theologe, lehrte im Zeitraum von 1968 bis 1970 zwei Jahre am Augustana College[8]